# Potamothrissa obtusirostris
Potamothrissa obtusirostris is een straalvinnige vissensoort uit de familie van de haringen (Clupeidae). De wetenschappelijke naam van de soort is voor het eerst geldig gepubliceerd in 1909 door George Albert Boulenger.